# Limán del Beisug
El limán del Beisug (del ruso: Бейсугский лиман) es un limán o estuario situado en la desembocadura de los ríos Beisug y río Chelbas en el golfo Yásenski del mar de Azov, al norte del Cáucaso. Está separado del mar por la punta de Yásenskaya. Pertenece al krai de Krasnodar de Rusia. La ciudad más cercana es Primorsko-Ajtarsk.
Tiene una longitud de 30 km, una anchura de 12 km, una profundidad máximo de 1.7 m y un ocupa un área de 272 km². Anualmente se unen al mar de Azov 230 millones de m² de agua dulce.
A orillas del limán se hallan Brínkovskaya, Imeni Tamarovskogo, Morozovski, Yasénskaya Pereprava y Trud.